# 巴黎主宫医院

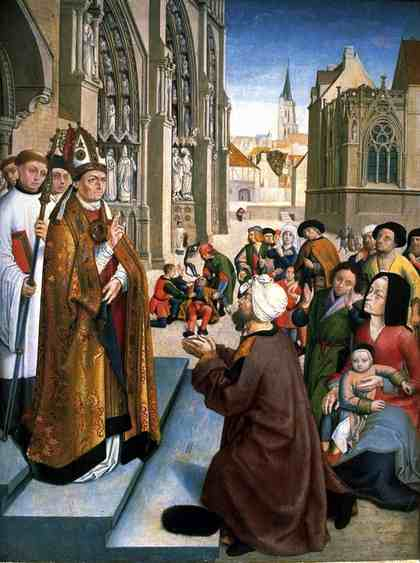
右侧是主宫医院的哥特式建筑，一直幸存到18世纪

巴黎主宫医院（法語：Hôtel-Dieu，發音：[otɛl djø] ）是法国巴黎最古老的医院，由圣朗德里（Saint Landry）创立于公元651年。该医院附属于巴黎大学医学院。它仍然坐落在城岛的河岸边，毗邻巴黎圣母院，由杜布勒橋连接左岸。该医院的两座建筑物最初建于7世纪和17世纪，但是曾多次遭受灾难性大火的破坏，目前的建筑建于1877年。直到文艺复兴为止，它是巴黎唯一的医院。

## 历史
主宫医院由圣朗德里（Saint Landry）创立于公元651年,，被认为是该市第一所医院，以及全世界仍在开业的最古老的医院。
巴黎医院的历史可以追溯到中世纪。在那个时期，贫困现象十分普遍，主宫医院是许多资产阶级和贵族提供捐助的对象，他们兴建的慈善医院将虔诚与医疗联系起来。像那个时代的许多医院一样，它最初是为穷人和病人提供服务的综合性机构，除了提供医疗服务外，还提供食物和住所。 主宫医院的创立延续了这种慈善传统，直到19世纪。，虽然在随后几个世纪带来了一些问题。
在16世纪，主宫医院面临财政危机，因为它的资金来源只有捐助、补贴